# George W. Dunlap

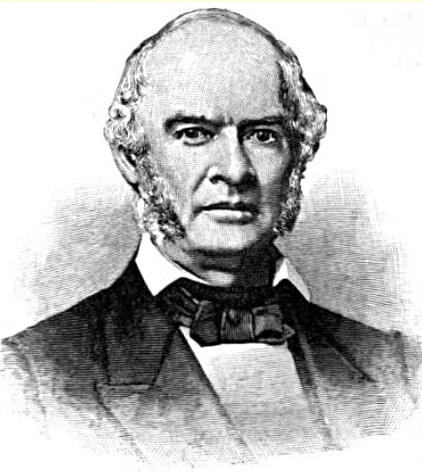
George W. Dunlap

George Washington Dunlap (* 22. Februar 1813 bei Lexington, Kentucky; † 6. Juni 1880 in Lancaster, Kentucky) war ein US-amerikanischer Politiker. Zwischen 1861 und 1863 vertrat er den Bundesstaat Kentucky im US-Repräsentantenhaus.

## Werdegang
George Dunlap erhielt eine gute Grundschulausbildung. Bis 1834 studierte er an der Transylvania University in Lexington. Nach einem anschließenden Jurastudium und seiner Zulassung als Rechtsanwalt begann er in Lancaster in diesem Beruf zu arbeiten. Danach arbeitete er ab 1843 für das Bezirksgericht. Gleichzeitig schlug er eine politische Laufbahn ein. Im Jahr 1853 wurde er Abgeordneter im Repräsentantenhaus von Kentucky.
Bei den Kongresswahlen des Jahres 1860 wurde Dunlap als Unionist im sechsten Wahlbezirk von Kentucky in das US-Repräsentantenhaus in Washington, D.C. gewählt, wo er am 4. März 1861 die Nachfolge von Green Adams antrat. Bis zum 3. März 1863 konnte er eine Legislaturperiode im Kongress absolvieren, die von den Ereignissen des Bürgerkrieges geprägt wurde. Im Jahr 1861 war er Mitglied einer Versammlung von Delegierten aus den Grenzstaaten zwischen dem Norden und dem Süden. Während seiner zweijährigen Zeit im US-Repräsentantenhaus war Dunlap Vorsitzender des Ausschusses zur Kontrolle der Ausgaben des Marineministeriums. Im Jahr 1862 gehörte er zu den vom Kongress bestimmten Anklägern im Amtsenthebungsverfahren gegen den Bundesrichter West Hughes Humphreys.
Nach seiner Zeit im Kongress praktizierte George Dunlap wieder als Rechtsanwalt. Er starb am 6. Juni 1880 in Lancaster und wurde dort auch beigesetzt.